# リービ英雄
リービ 英雄（リービ ひでお、Ian Hideo Levy, 1950年11月29日 - ）は、アメリカ合衆国カリフォルニア州バークレー生まれの小説家・日本文学者。本名、リービ・ヒデオ・イアン。日本語を母語とせずに日本語で創作を続けている作家の一人。法政大学国際文化学部名誉教授。ユダヤ系アメリカ人。
父は外交官で、日米、台湾・香港に移住。『万葉集』の英訳で評価される。その後小説に転じ、『星条旗の聞こえない部屋』(1992年)で認められる。作品に『天安門』(1996年)、『国民のうた』(1998年)など。

## 来歴・人物
東欧系ユダヤ人の父と、ポーランド人移民の母親をもつ。父親は外交官で、英雄は少年時代から台湾、香港、アメリカ、日本と移住を繰り返す。“ヒデオ”は父の友人で第二次世界大戦中に敵性民間人としてアメリカ内陸部に抑留された日系人に因んで付けられたもので、幼少時からの本名である。
プリンストン大学東洋学専攻卒業、同大学院に学び、1978年、柿本人麻呂論で文学博士。同大学で、中西進に『万葉集』を学んでいる。プリンストン大学助教授ののち、スタンフォード大学准教授（テニュア付）を辞して、日本に渡る。2020年8月に退職するまで、法政大学国際文化学部の教授。
小説を書き始めたのは、中上健次の示唆がきっかけだった。また、司馬遼太郎とコロンビア大学（日本学専門）のポール・アンドラー教授（カトリックドイツ系／フィラデルフィア出身）と交流を持っていた。

## 受賞歴
- 1982年『万葉集』の英訳で全米図書賞。
- 1992年『星条旗の聞こえない部屋』で野間文芸新人賞。
- 2005年『千々にくだけて』で大佛次郎賞。
- 2007年 国際交流基金主催の国際文化奨励賞。
- 2009年 『仮の水』で伊藤整文学賞受賞。
- 2017年 『模範郷』で読売文学賞受賞。
- 2021年 『天路』で野間文芸賞受賞。

## 著作

### 小説
- 『星条旗の聞こえない部屋』講談社、1992年。　のち文芸文庫
  - A Room Where the Star-Spangled Banner Cannot Be Heard:  A Novel in Three Parts, Christopher D. Scott 英訳 (Columbia University Press, 2011) ISBN 978-0-231-15744-5
- 『天安門』講談社、1996年。のち文芸文庫
- 『国民のうた』講談社、1998年。
- 『ヘンリーたけし　レウィツキーの夏の紀行』講談社、2002年。
- 『千々にくだけて』講談社、2005年。　のち文庫
- 『仮の水』講談社、2008年8月。ISBN 978-4-06-214841-2。
- 『模範郷』集英社、2016年　のち文庫
- 『天路』講談社、2021年

### 評論
- 『日本語の勝利』講談社、1992年。
- 『新宿の万葉集』朝日新聞社、1996年。
- 『アイデンティティーズ』講談社、1997年。
- 『最後の国境への旅』中央公論新社、2000年。
- 『日本語を書く部屋』岩波書店、2001年。のち岩波現代文庫
- 『我的中国』岩波書店、2004年。　のち岩波現代文庫
- 『英語でよむ万葉集』〈岩波新書〉2004年。
- 『越境の声』岩波書店、2007年。ISBN 978-4-00-022276-1。
- 『延安　革命聖地への旅』岩波書店、2008年。ISBN 978-4-00-022278-5。
- 『我的日本語』〈筑摩選書〉2010年。ISBN 978-4-480-01503-7。
- 『大陸へ アメリカと中国の現在を日本語で書く』岩波書店　2012

### 万葉集関連
- Ian Hideo Levy (1981). The Ten Thousand Leaves: A Translation of the Man Yoshu, Japan's Premier Anthology of Classical Poetry. Princeton Library of Asian Translations (Hardcover ed.). Princeton University Press. ISBN 0-691-06452-0
  - Ian Hideo Levy (September 1987). The Ten Thousand Leaves: A Translation of the Man Yoshu, Japan's Premier Anthology of Classical Poetry. Princeton Library of Asian Translations (Reprint ed.). Princeton University Press. ISBN 0-691-00029-8
- Ian Hideo Levy (April 1984). Hitomaro and the Birth of Japanese Lyricism. Princeton University Press. ISBN 0-691-06581-0
- 『万葉恋歌――Love Songs from the Man'yoshu』宮田雅之切り絵、大岡信解説、リービ英雄英訳、講談社インターナショナル、2000年6月。ISBN 4-7700-2642-0。
- 『Man'yo Luster――万葉集』リービ英雄英訳、井上博道写真、ピエ・ブックス、2002年2月。ISBN 4-89444-186-1。

### 翻訳
- 加賀乙彦『錨のない船――Riding the east wind』リービ英雄英訳、講談社インターナショナル、2002年2月。ISBN 4-7700-2856-3。
- 柳澤桂子『生きて死ぬ智慧』堀文子画、リービ英雄英訳、小学館、2004年10月。ISBN 4-09-387521-9。 - 般若心経の英訳。
- 松原泰道『英語訳　般若心経――The core sutra of perfect wisdom』金岡秀友監修、リービ英雄翻訳（改訂版）、清林寺、2005年10月。ISBN 4-915741-07-9。